# Cumberland County, Kentucky
Cumberland County är ett administrativt område i delstaten Kentucky, USA, med 6 856 invånare. Den administrativa huvudorten (county seat) är Burkesville. 

## Geografi
Enligt United States Census Bureau så har count}t en total area på 805 km². 793 km² av den arean är land och 13 km² är vatten. 

### Angränsande countyn
- Adair County – nord
- Russell County – nordost
- Clinton County – öst
- Clay County, Tennessee – syd
- Monroe County – väst
- Metcalfe County – nordväst